# Boleyn Ground
Boleyn Ground, conocido a menudo como Upton Park, fue un estadio de fútbol ubicado en Londres, que tuvo un aforo de 35 016 espectadores y que acogió los partidos del West Ham United desde su inauguración en 1904 hasta la temporada 2015-16, antes de trasladarse al Estadio Olímpico de Londres, con capacidad para 60 000 espectadores tras los Juegos Olímpicos de 2012. El estadio fue demolido totalmente entre 2016 y 2017 para dar paso a un nuevo desarrollo inmobiliario.

## Historia
West Ham United empezó a utilizar el Boleyn Ground en 1904 tras fusionarse con el club Old Castle Swifts. El estadio, situado en East Ham, se llamaba así por la Green Street House, conocida como Boleyn Castle por su asociación con Ana Bolena. Durante la Segunda Guerra Mundial, una bomba afectó el campo en 1944, obligando al equipo a jugar en otros lugares temporalmente. A lo largo de los años, el estadio sufrió varias remodelaciones para cumplir con normativas y mejorar su capacidad, como la construcción de nuevas tribunas entre 1990 y 2000, alcanzando un aforo de 35 000 asientos.
Desde 2006 se discutió la posibilidad de trasladarse al Estadio Olímpico tras los Juegos de 2012. Aunque inicialmente se enfrentaron a desafíos legales y cambios en los planes, en 2013 West Ham logró asegurar un contrato de 99 años para usar el estadio a partir de la temporada 2016-2017. En 2014, el club vendió el Boleyn Ground al desarrollador Galliard Group, y en 2016 se jugó el último partido en el estadio, una emocionante victoria 3-2 contra el Manchester United. Este encuentro fue seguido por una celebración que homenajeó la historia del estadio.
El Boleyn Ground fue vendido oficialmente en julio de 2016 por £40 millones. El sitio sería transformado en un complejo residencial con 838 viviendas y espacios comerciales. Aunque hubo críticas por la falta de viviendas sociales, se aprobaron planes para incluir algunas opciones asequibles. La demolición comenzó en marzo de 2016, con elementos simbólicos como las puertas John Lyall trasladados al nuevo estadio. Antes de su demolición, el lugar fue utilizado para rodajes y un partido benéfico, manteniéndose viva su memoria entre los seguidores del club.